# Nard Ndoka
Nard Ndoka (ur. 18 maja 1963 we wsi Laç k. Szkodry) – albański polityk. Od marca 2007 do sierpnia 2008 roku pełnił funkcję ministra zdrowia. 
W latach 1981–1991 pracował w kooperatywie rolniczej. Od lat 90. XX wieku współpracuje z Demokratyczną Partią Albanii. Obecnie jest przewodniczącym Chrześcijańsko-Demokratycznej Partii Albanii, pozostającej w koalicji z Demokratyczną Partią Albanii. W 2017 uzyskał mandat deputowanego do parlamentu.
W trakcie pełnienia przez niego funkcji ministerialnej doszło do eksplozji w Gërdecu. Donosił on mediom o ilości zmarłych i rannych.